# 威尔士 (阿拉斯加州)
威尔士（英語：Wales），是美国阿拉斯加州的一座城市。该市的人口在2000年为152人，2010年有145人。人口在阿拉斯加州排行第119。